# Katrin Mattscherodt
Katrin Mattscherodt, född den 26 oktober 1981 i Berlin, Tyskland, är en tysk skridskoåkare.
Hon tog OS-guld i damernas lagtempo i samband med de olympiska skridskotävlingarna 2010 i Vancouver.